# París-Roubaix 2007
La París-Roubaix 2007, 105a edició de la París-Roubaix, es va disputar el 15 d'abril de 2007, sent guanyada per primera vegada per un australià, Stuart O'Grady. La carrera, de 259 km, va comptar amb 28 sectors de pavé que suposaven 52,7 km. Les condicions climàtiques foren càlides per ser un mes d'abril, amb 27,9 °C registrats a la zona.
Entre els corredors favorits hi havia 6 vencedors de les darreres edicions de la París-Roubaix: Frédéric Guesdon, Servais Knaven, Peter Van Petegem, Magnus Bäckstedt, Tom Boonen i Fabian Cancellara.
Stuart O'Grady, del CSC, guanyà aquesta edició havent-se escapat de bon començament de la cursa, sense que els favorits poguessin neutralitzar l'escapada. Joan Antoni Flecha i Steffen Wesemann completaren el podi en arribar a 52".

## Classificació final
|     | Ciclista           | Equip                 | Temps      |
| --- | ------------------ | --------------------- | ---------- |
| 1.  | Stuart O'Grady     | CSC                   | 6h 09' 07" |
| 2.  | Joan Antoni Flecha | Rabobank              | + 52"      |
| 3.  | Steffen Wesemann   | Team Wiesenhof        | m. t.      |
| 4.  | Björn Leukemans    | Predictor-Lotto       | + 53"      |
| 5.  | Roberto Petito     | Liquigas              | + 55"      |
| 6.  | Tom Boonen         | Quick Step-Innergetic | m. t.      |
| 7.  | Roger Hammond      | T-Mobile Team         | m. t.      |
| 8.  | Enrico Franzoi     | Lampre                | + 56"      |
| 9.  | Kevin van Impe     | Quick Step-Innergetic | + 1' 24"   |
| 10. | Fabio Baldato      | Lampre                | + 2' 27"   |